# Michel Platini
Michel François Platini, francoski nogometaš, trener in funkcionar, * 21. junij 1955, Jœuf, Francija. 
Michel Platimi je nekdanji nogometaš in trener ter od leta 2007 do decembra 2015 predsednik Združenja evropskih nogometnih zvez. V svoji nogometni karieri je igral za klube Nancy, Saint-Étienne in Juventus. Kot član francoske reprezentance je osvojil Evropsko prvenstvo 1984, kjer je bil najboljši strelec in izbran za najboljšega nogometaša. Nastopil je tudi na svetovnih prvenstvih v letih 1978, 1982 in 1986, kjer se je z reprezentanco dvakrat uvrstil v polfinale. Platini, Alain Giresse, Luis Fernández in Jean Tigana so skupaj tvorili »carré magique« (čarobni kvadrat), vezno linijo, ki je prinesla francoski reprezentanci uspehe v osemdesetih letih. 
Velja za enega najboljših podajalcev v zgodovini nogometa, kot tudi za enega najboljših izvajalcev prostih strelov in strelcev. Drži rekord najboljšega strelca na evropskih prvenstvih (devet golov), čeprav je nastopil le na enem turnirju, do leta 2007 je bil najboljši strelec francoske reprezentance, ko je rekord enainštiridesetih golov izboljšal je Thierry Henry. V letih 1983 in 1984 je prejel nagrado Zlata žoga. Štiri leta je bil selektor francoske reprezentance.
Platini je bil predsednik UEFA. Zaradi korupcije mu je leta 2015 UEFA prepovedala nadaljnje delo na področju nogometa. Pritožil se je na Evropsko sodišče človekovih pravic, ki je leta 2020 zavrnilo Platinijevo pritožbo.